# Observations on the Natural Family of Plants called Compositae

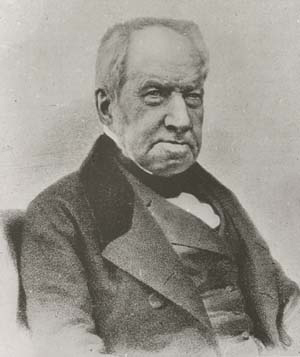
Robert Brown, autor da publicação

Observations on the Natural Family of Plants called Compositae, (abreviado Observ. Compositae), trata-se de um livro com ilustrações e descrições botânicas que foi escrito pelo botânico escocês, Robert Brown e publicado no ano de 1817.